# Ethelurgus fuscidens
Ethelurgus fuscidens là một loài tò vò trong họ Ichneumonidae.